# Aiguamolls d'Ichkeul
Els aiguamolls d'Ichkeul són una zona humida de Tunísia a l'entorn del llac d'Ichkeul, a la governació de Bizerta a Tunísia. Formen part del Parc Nacional d'Ichkeul. La superfície que abracen és d'uns trenta km² amb vegetació de xiprers, el fruit dels quals és el principal menjar dels gansos grisos. Els aiguamolls resten inundats bona part de l'any a causa de l'aportació dels oueds (rierols) de la regió que acaben abocant al llac; quan el nivell d'aquest és massa alt els aiguamolls disposen de molta aigua però als anys secs disposen de menys; a l'estiu estan secs. És lloc d'hivernada d'alguns ocells migratoris.